# Renzo Gobbi
Renzo Gobbi (Vigevano, 3 luglio 1915 – Vigevano, 2 luglio 1969) è stato un calciatore italiano, di ruolo attaccante.

## Carriera
Giocò tre stagioni in Serie A con Genova 1893 e Novara.

## Palmarès

### Club

#### Competizioni nazionali
- Serie B: 1

Genova 1893: 1934-1935
- Coppa Italia: 1

Genova 1893: 1936-1937